# دورين روي ديجاردان

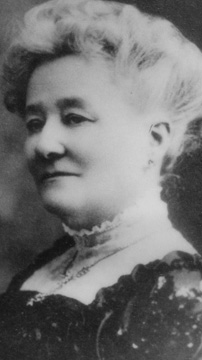
دورين روي ديجاردان

ماري كلارا دوريميني روي ديجاردان (17 سبتمبر 1858 - 14 يونيو 1932)، كندية. أسست مع زوجها ألفونس ديجاردان «اتحاد ديجاردان الائتماني Cassies populaires Desjardins» (ويُعرف اليوم باسم مجموعة ديجاردان)، وهي المجموعة الرائدة بين اتحادات الائتمان في أمريكا الشمالية.
عُيّينت ماري كلارا عضواً فخرياً في الاتحاد الإقليمي المجموعة في كيبيك، كندا عام 1923.